# Кашинете д’Ивреа
Кашинете д’Ивреа (итал. Cascinette d'Ivrea) је насеље у Италији у округу Торино, региону Пијемонт.
Према процени из 2011. у насељу је живело 1.460 становника. Насеље се налази на надморској висини од 244 м.

## Становништво
| 1936. | 1951. | 1961. | 1971. | 1981. | 1991. | 2001. | 2011. |
| ----- | ----- | ----- | ----- | ----- | ----- | ----- | ----- |
| 886   | 1.008 | 1.129 | 1.654 | 1.595 | 1.488 | 1.449 | 1.491 |